# Muzeul Mării
Muzeul Mării este un muzeu județean din Constanța, amplasat în B-dul Mamaia nr. 255. Muzerul este închis, urmează să fie refăcut și reamplasat. Bogata colecție de animale acvatice provenite din oceanul planetar (specii de scoici, melci de porțelan din apele Africii de vest, familii de corali, stele și arici de mare, pești) este prezentată sub formă de microdiorame și vitrine transparente.
Clădirea muzeului datează din 1976.